# タイムボカン2000 怪盗きらめきマン
『タイムボカン2000 怪盗きらめきマン』（かいとうきらめきマン、英語表記：Kiramekiman）は、2000年4月5日から9月27日までテレビ東京系列で、毎週水曜18:00 - 18:30（JST）に全26話が放映された、タツノコプロ制作のテレビアニメ。

## 概要
『タイムボカンシリーズ』第8作目。『イタダキマン』（1983年）以来となるシリーズ作品であり、初のステレオ放送と同時に4:3映像及びセル画で制作された最後の作品でもある。
平成では唯一のシリーズ作品ということもあり、総監督の笹川ひろし、シリーズ構成の小山高生、メカニックデザインの大河原邦男、音楽の山本正之・神保正明、三悪の声優陣の小原乃梨子・八奈見乗児・たてかべ和也など、昭和期タイムボカンシリーズの主要スタッフ・キャストが再結集した。主題歌も往年のシリーズと同じく山本が作詞・作曲、さらにオープニングテーマの歌唱を手がけており、オープニング映像にはメカブトンの爆発シーンなど初代『タイムボカン』のオマージュも盛り込まれた。エンディングテーマの歌唱はタイムボカンシリーズと山本の大ファンである甲本ヒロトが担当し、キャラクターデザインは天野喜孝がスケジュールの都合で参加できなかったため、かつて笹川の事務所に所属し、昭和期でもサブキャラクターデザインとして参加していた上北ふたごが担当している。
日本アニメ史上に残るヒットシリーズでありながら、不本意な形での打ち切りを余儀なくされたタイムボカンシリーズは、平成以降CDドラマ、OVA、ラジオドラマを経て1990年代末期にテレビシリーズ復活の話が持ちあがったものの、局にもスポンサーにも恵まれず1年4か月も宙に浮いていた。読売広告社の協力を得て、ようやくメインスポンサーとしてバンプレストが、放送局としてテレビ東京がそれぞれ付いたのは2000年春に入ってのことであったが、かつてのタカトクトイスに代わる玩具などの関連グッズの製作会社は確保できないまま本作品は放送開始を余儀なくされ、結果として平均視聴率は3.9%と伸び悩み、かつてのような人気を取り戻すには至らなかった。
この数字は短命に終わった『イタダキマン』の9.4%よりもさらに低いが、そもそも本作品の放送時間帯である水曜18時台はモニター家庭の40%程度しかテレビを見ていないという背景もあり、昭和期との単純比較はできない。またそれまで4クール、もしくはそれ以上の期間であった過去のシリーズ作品よりは短いとはいえ、2クール26話構成は放送開始当初からの予定であり、なおかつ『イタダキマン』や『ヤッターマン』第2作目のようにプロ野球中継や特別番組などによる放送休止もなかったため、当初の予定を満了した形となっている。
シリーズ構成の小山は本作品について、タイムボカンシリーズの定番であったお色気要素や毒気などが禁じ手とされるなど、最大の問題はシリーズにとって制約がありすぎる放送枠にあったと分析している一方、復活を期して活動してきた立場としてはまず17年ぶりのシリーズ復活が一番であり、制作局や放送枠の問題も含め後は全て二の次でいいとも語っている。同時に元気よく燃え上がった火をこのまま消さなければいい、次の第9弾を放つためのCMと考えればいいと、本作品の果たした意義と終了後の展開を見据えたコメントも残しているが、本作品の終了によりシリーズは再び長期の休止期間に入ることとなる。また、『宇宙エース』（1965年）での共同制作以来、長年にわたってタツノコ作品に関わってきた読売広告社も、本作品が最後の参加となった。
それまでとは制作局こそ異なるとはいえ、前述の通り正式なシリーズ作品として扱われている本作品ではあるが、後続のシリーズ作品や特別番組でも本作品について触れられる機会は少なく、終了直後の2001年2月に発売されたPS用ゲームソフト『ボカンGoGoGo』で隠しキャラとして登場した程度である。

## ストーリー
時は近未来。大怪盗きらめきマンがオーグオン・シティを騒がせていた。きらめきマンは必ず犯行を予告し、警察の警戒網も簡単に抜け出して盗みを繰り返す。
実はきらめきマン1号は警察署長の娘・リップ。500年後の未来からやって来たという少年パフと共に謎の宝「ゴールドアイ」を探し求めている。ゴールドアイは500年後の世界でとても重要なものだと言うが、詳細はパフも知らない。
それに立ちふさがるのは刑事3人組の花の刑事（デカ）トリオ。花とは名ばかりのドジ刑事だが、彼らの前に謎の土偶「ドグリン」が現れてサポートを始めた。
果たして彼らは怪盗きらめきマンを捕まえることができるのか?　またゴールドアイとは何か?

## 登場キャラクター

### きらめきマン
本作品の主人公サイドは男女ペアヒーローであるが、同様のスタイルであった『タイムパトロール隊オタスケマン』以前とは異なり、1号=女性、2号=男性となっている。また従来のタイムボカンシリーズの男女ペアヒーローはほぼお揃いの容姿であったが、本作品では1号と2号の外観やカラーリングなどが多分に異なり、特にヘッドギアの外観が著しく異なる。
リップ / きらめきマン1号
声 - 川上とも子
本作品の主人公。ジュテーム署のオデコロン署長の一人娘。16歳の少女。セント・メルシー学院に通う女子高生。左利きであり、一人称は「ボク」。未来から来たパフに頼まれて、きらめきマン1号に変身することになる。1号の容姿は白と緑を基調としたレオタードタイプのボディスーツに大きなゴーグルを付けた姿で、頭髪は逆立つ朱色となり、ヘッドギアは金色の三日月型。武器はテレスティック。
パフ / きらめきマン2号
声 - 岡野浩介
祖父のリキッド博士の命令でゴールドアイを探すため、500年後の未来からやってきた。18歳の少年。きらめきマン2号に変身してリップを補佐する。純情で律儀な性格ゆえリップの家に居候させてもらう代わりに、買い物や洗濯、庭の芝刈といった家事手伝い的な雑用をこなしており、一人称は「ボク」。基本的に沈着冷静ではあるが、蜘蛛やお化けが苦手であるなどの弱点もある。iBook G3 クラムシェルに類似した外見のノートパソコンを使用。2号の容姿は白と赤を基調としたレオタードタイプのボディスーツに大きなゴーグルを付けた姿で、頭髪は逆立つ青色となり、ヘッドギアは銀色のV字状。武器はオートメジャー。
キラメール
声 - 小桜エツ子
リキッド博士の作ったゴールドアイ情報＆鑑定メカ。iMac G3に手足が付いたような外見をしており、モニター上に顔の表情や情報が表示される。パフと共に未来からやってきた。未来からゴールドアイに関する情報を受信して、それをパフのパソコンに転送したり、手に入れたものが本物かどうかの鑑定も行う。その場合未来から鑑定結果が届くと「本物・偽物・まがい物、曲者・干物・舶来物」と叫ぶ。一人称は「俺」で、へそ曲がりで口が悪く本音しか言わない。
企画段階では「キャラメール」だったが、ドコモPHSのショートメッセージサービスの名称（こちらは正確には「きゃらメール」、2005年にサービス終了）として既に登録商標になっていることが判明したため改名した。
リキッド博士（リキッドはかせ）
声 - 矢田稔
500年後の未来に住むパフの祖父で、国際科学警察庁長官。ゴールドアイを見つけ出すために、パフを自分の6代前の先祖であるリップのもとに派遣した（リップが先祖であることは第25話で初めて明かされた）。「可逆性時空物理論」で博士号をとった科学者であったが、未来の世界で横行する科学犯罪に対応するため、国際科学警察庁のトップに民間から採用された。ゴールドアイの中には博士の最も大切なものが入っているという。

### 花の刑事（デカ）トリオ （さんあく刑事）
タイムボカンで言うところの三悪に該当。本作品では「怪盗を追う刑事トリオ」という役どころに扮しており、「悪役」というよりは「敵役」に近いものの、「やられ役」という立場には変わりない。
ルージュ
声 - 小原乃梨子
ジュテーム署の女刑事。27歳。妖艶な美女というこれまでの歴代女ボスと比較して、幾分幼く愛らしいルックスに描かれている。都会で輝く星になるために田舎に住んでいる両親の反対を押し切って、単身上京する。自慢の美貌は署内一であるのだが、窓際の三人に対する署内の評判は「ジュテーム署の粗大ゴミ」というきわめてひどいもの。本来は捜査一課（なお、現実の日本の警察組織で窃盗事件を扱うのは捜査三課である）所属の刑事なのだが、「捜査ス課」の扱いである。
ヒエール
声 - 八奈見乗児
ルージュの同僚で、元科学者。29歳。武器やメカの開発と操縦を担当する。頭脳は優秀であるが、歴代頭脳系キャラクターの外観（『ヤットデタマン』のジュリー・コケマツを除く）をほぼそのまま受け継いでおり（トレードマークとなっている大きな足先の長い靴のような赤い長鼻は本作品でも健在で、鼻の下に厚く天然パーマのかかったようなヒゲを生やしている）、外見はあまり良くない。その名の通りオヤジギャグを連発して場を冷やしてしまう。なお、一人称は「ボクちゃん」または「私」。シバレール（声 - 八奈見乗児）というおじがいる。
オンドレー
声 - たてかべ和也
ルージュの同僚で関西弁を喋る。30歳。力仕事を担当する。食欲と怪力だけがとりえである。カラオケは大好きのようでマイマイクを持っている。三悪の怪力担当キャラとしてはほぼ初期のデザイン（『ヤットデタマン』のアラン・スカドンを除く）に回帰している。
ドグリン
声 - 滝口順平
正式名称はどきどきドグリン。一輪車に乗った遮光器土偶型の形をした、謎に満ちた存在。北の大地で彷徨っていた刑事トリオに手柄を立てさせるため、オーグオン・シティできらめきマンを逮捕するよう進言する。刑事トリオのメカ制作費などを捻出するが彼らの尻も鋭く叩く、陰のスポンサー。語尾は「〜ドング」。
第25話できらめきマンの逮捕に成功してからはなぜかヒエールを贔屓するようになる。その正体はドック・リンゴが操るロボット。
ドック・リンゴ
声 - 山本正之
500年後の未来で超有名な大泥棒。自称「ルールを破るために生まれてきた男」。ベタな三河弁を話す。リキッド博士の大事な物をゴールドアイの中に入れて、500年前のオーグオン・シティに捨ててきた。
その正体はドクリンを操っていた黒幕であり、ヒエールの7代後の子孫。国際科学警察庁長官になりたかったのがなぜ大泥棒になったのかを調べた結果、先祖であるヒエールに原因があるとわかり、花の刑事トリオ（特にヒエール）を出世させることで自分の人生を変えようとした。

### ジュテーム署
オデコロン
声 - 青森伸
リップの父親で、ジュテーム署の署長。女言葉を話す。きらめきマン逮捕に執念を燃やすが、彼等の正体には全く気付いていない（最終回で立ち聞きで正体を知ってしまい腰を抜かした）。ルージュたちの失敗で責任を取らされたくないという悩みを持っている。娘思いの良い父親。
メトロ
声 - 中嶋聡彦
ジュティーム署捜査一課の課長でルージュ達の上司。オンドレーよりも顔が大きい。
シネマ
声 - 遠藤純一
ジュテーム署の捜査一課の刑事。銀髪で背が低い。シャトーとコンビを組む。
シャトー
声 - 関口英司
ジュテーム署の捜査一課の刑事。黒髪で背が高い。シネマとコンビを組む。
コマンタレ
声 - 高橋美佳子
美人でグラマーでスレンダーボディの19歳の女の子。自称、「花の捜査一課のマスコット」。周囲から「コマちゃん」などと呼ばれている。警察の仕事が暇だと、ラウンドガールをやっていたりもしている。性格は目立ちたがり屋。

### その他
マスカラ
声 - 渡辺美佐
リップの母親でオデコロン署長の妻。
ナレーター
声 - 滝口順平
姿、形はないものの、間違ったことや余計なことを話すとヒエール達にツッコミを入れられる。口癖は「ではチョットだけ説明しましょう」、「ドヒャーッと教えよう」。これはかつての「説明しよう」「解説しよう」「報告しよう」と同じもの。
それまでナレーターを担当してきた富山敬が既に他界していたため、同様にシリーズに数多く出演してきた滝口が、ナレーターとして登板となった。
他に『タイムボカン』のマージョ一味（マージョ・ワルサー・グロッキー）が登場したこともあった（第14話）。また、ジュテーム署員の行きつけの喫茶店「ドロンボー」ではドロンボー一味（ドロンジョ・ボヤッキー・トンズラー）が店を経営しており、時折登場する。なお、『未来警察ウラシマン』の面々が登場したこともある。

## 登場メカ

### きらめきマンのメカ
おでかけキャット / トッタルニャン
声 - 小林由美子 / 木村郁絵
リップ、パフの移動用雌猫型メカ。伸縮自在で、カプセル状に小さくすることも可能。メカと同じ比率で人間も縮小する、ミクロ空間システムを採用している。自らの意思も持っており、単独でも行動可能。飛ぶ時は右手にパラソルを持っているため、それを開いて貴婦人のような風貌で飛ぶ。
盗みに入る際には、掛け声と共に雄ドラ猫メカのトッタルニャンに変形する。トッタルニャンはおでかけキャットの半分以下の体高になってしまう。自分の意思を持っており、きらめきマンはパソリモフォンを使って、メカに細かい指示を送っている。武器は口や尻尾から発射されるお魚ミサイルと、鋭い爪で相手を切り裂くアイニャンクロー（ただし、両方とも威力は弱く目くらまし程度にしか使えない）。ゾロメカも内蔵されており、いつでもどこでも出動させることができ、目からホログラフィーを出す。空も飛行できるが、スピードはあまり出ない。性格や本能までも猫そっくりで、動くものを見るとじゃれついたり、寒さに弱かったりするため刑事トリオにそこを突かれてピンチに陥ることも度々。催眠術にまでかかったりと極めて弱い。「な」行の音を拗音で発音し（「ナ」「ニ」「ヌ」「ネ」「ノ」→「ニャ」「ニ」「ニュ」「ニェ」「ニョ」）、それが原因で花の刑事トリオにおちょくられて落ち込んだこともあった。
おでかけフクブクロ / トッタルフグロー / トッタルぶくろう
声 - 伊藤栄味子 / 浅野真澄
きらめきマンの出撃用メカ。気球型のおでかけフクブクロ、フグ型のトッタルフグロー、フクロウ型のトッタルぶくろうに変形する。おでかけフクブクロは無公害で地球に優しいメカだが、空中で止まるためには地上にフックを引っ掛けねばならず、その度に木々を傷つけているため、言っていることやっていることが全く矛盾している。トッタルフグローはトッタルコブクローというきらめきマンの小鰒型水中移動メカを搭載しており、それを腹から発進させることができる。トッタルぶくろうは両目が特殊カメラになっており、サーモグラフィーで相手の居場所を確認することが可能で、背中の翼の部分から、小型の蜂メカを内蔵したポットを発射することもできる。ドリルモードになると全身が高速回転して、地面にもぐることも可能。

### 花の刑事トリオのメカ
ワンダーブル
声 - 遠藤純一
ヒエールの作った、千の顔を持つヘルメットを被った犬の顔を模ったメカ三輪車（前輪2輪、後輪1輪）で、本作品における悪トリオのコアメカ。
元々ジュテーム署の犬型パトカーだったのだが、ヒエールが自分達専用のオリジナルデザインに改造した。小型のラッパを吹くことで、遠くから呼び寄せることも可能。

### ワンポイントキャラ / コックピットメカ
ウッス団長
声 - 関口英司〈団長〉、中嶋聡彦（団員）、遠藤純一（団員）
学生服を着たウスが、刑事トリオを激励する。3体の応援団風のメカ。
そのコロ
声 - 小桜エツ子
場面が切り替わる直前に「その頃！」と言って現れる犬。胴体がオモッチャマのサイコロ部分の形をしている。第24話と最終話に登場。
寅さんクマ
声 - 遠藤純一
ヒエールがつまらないギャグを言うと登場し、よけいなおせっかいを言う。
なまはげメカ
声 - 青森伸
第10話に登場したメカで台詞を叫んだ後、ヒエールの頭をハリセンで叩いた。
無敵はステーキ
声 - 関口英司
水夫の格好をした牛が「無敵はステーキ」のセリフと共にビーフステーキに変身する。
おだてブタ
声 - 中嶋聡彦
『ヤッターマン』などにも登場したコックピットメカ。本作品では「ブタも、おだてりゃ、木に登る」と区切られていた。
オロカブ
声 - 小桜エツ子
花の刑事トリオが進退窮まり、あとはやられるだけ、或いはやられた直後やメカが爆発する寸前に登場する、着物を着たカブ（野菜）型のメカ。怠惰な口調で「オロカ…ブ。」と言い放つほか、「オロカ、オロカ」と慌てふためくこともある。OVA『タイムボカン王道復古』以来の再登板となった。
コッパミジンコ
声 - 小林由美子、高橋美佳子
メカが爆発する直前に現れて、1匹の大きめのミジンコが、セリフと共に何匹もの小さなミジンコに分裂していく。
ブッタマゲ
声 - 関口英司
ちょんまげのついたブタで「ぶったまげ」と叫ぶ。他にも全身が真っ黒い「超ブッタマゲ」や4匹のブッタマゲがコーラスをする「ブッタマゲカルテット」がある。パフやヒエールが代役を務めた事もあった。
そのトキ
声 - 小桜エツ子
懐中時計を首に下げたトキが「その時」と言う。たまに右下の卵から孵るヒナが「どんな時？」「あんな時」と言いながら登場することもある。
ツッコミくん
声 - 川上とも子
笛を吹いた後、「それって変じゃん！」と言う。主にありえない事態が起こった場合に登場する。

## 用語
ゴールドアイ
リキッド博士が大事に保管していたアイテム。物語の開始前にドック・リンゴが盗み出し、500年前（つまり現在）のオーグオン・シティに捨てた。
犯行予告画面
作中ではきらめきマンの犯行予告サイトの上部に「www.kiramekiman.com」のURLが記されているが、これは作中だけでなく実際に放送当時開設されていた本作品のウェブサイトのURLでもあり、予告状の画像をクリックすることでトップページへ飛ぶことができるようになっていた。2024年時点では公開を終了しているものの、放送終了後もしばらくの間は同サイトにて番組宣伝が継続されていた。

## スタッフ
- 原作 - タツノコプロ（演出上ノンクレジット）
- 企画・製作 - 吉田健二、九里一平
- シリーズ構成 - 小山高生
- 企画協力 - ぶらざあのっぽ
- キャラクターデザイン - 上北実那、上北希沙（上北ふたご）
- メカニックデザイン - 大河原邦男、小川浩
- 美術監督 - 中村光毅
- OPアニメ - 井口忠一、須田正己、横山彰利、羽山淳一、依田正彦、のりみそのみ、岡辰也、佐野隆史
- 音響監督 - 清水勝則
- 撮影監督 - 横山幸太郎
- 監督 - うえだひでひと
- 音楽制作 - ビクターエンタテインメント
- 音楽協力 - テレビ東京ミュージック
- 音楽 - 山本正之、神保正明
- 総監督 - 笹川ひろし
- アニメーションプロデューサー - 由井正俊
- プロデューサー - 岩田牧子（テレビ東京）、高城一典（読売広告社）、成嶋弘毅（タツノコプロ）
- 文芸 - あべけん、相沢智広
- 音楽制作協力 - ハッピーソング、キティエンタープライズ
- EDアニメ - 加藤茂
- 色彩設計 - 飯島孝枝、西栄子
- 特殊効果 - 前川孝、木原悦郎、マリックス、影山孝浩、遠藤剛彦、中島正之
- 背景 - メカマン、スタジオロフト、韓一動画
- CG制作 - 堀井敏之
- タイトル - マキ・プロ
- 音響制作 - ザックプロモーション
- 効果 - 加藤昭二（アニメサウンドプロダクション）
- 調整 - 西澤規夫
- 音響スタジオ - 整音スタジオ
- 番組宣伝 - 宮岡貞成 → 小林亜加子（テレビ東京）
- 撮影 - ヴィオラ、アニメルーム、スタジオウッド
- 編集 - 三木幸子、中野千尋
- 現像・V編集 - 東京現像所
- 制作担当 - 笠原慎介（タツノコプロ）
- 制作デスク - 柴田博行（タツノコプロ）
- 制作管理 - 柴田勝
- 制作アシスタント - 相澤智広
- 演出助手 - 松本正幸
- 制作協力 - イマジン、アクタス、博英、MOOK
- 制作 - テレビ東京、読売広告社、タツノコプロ

## 主題歌
オープニングテーマ「怪盗きらめきマンの歌」
作詞・作曲 - 山本正之 / 編曲 - 神保正明 / 歌 - 山本正之&ピンク・ピッギーズ
オープニング冒頭では初代『タイムボカン』冒頭の回転する時計の場面が、歴代タイムボカンシリーズのポスターに差し替えられており、歌詞フレーズも表示されている。
エンディングテーマ「フラランランデブー」
作詞・作曲 - 山本正之 / 編曲 - 藤原いくろう / 歌 - 甲本ヒロト&ピンク・ピッギーズ
歌詞にかつて山本が主題歌と音楽を手がけた『銀河旋風ブライガー』が登場する。
「懐盗ドロンボー」
作詞・作曲 - 山本正之 / 編曲 - 藤原いくろう / 歌 - 小原乃梨子、八奈見乗児、たてかべ和也
第26話にて、挿入歌として使用。
イメージソング
「LIP STEAL」
作詞・作曲 - 山本正之 / 編曲 - 藤原いくろう / 歌 - 川上とも子

## 各話リスト
| 話数   | 放送日        | サブタイトル                         | 脚本           | コンテ         | 演出           | 作画監督        |
| ------ | ------------- | ------------------------------------ | -------------- | -------------- | -------------- | --------------- |
| 第1話  | 2000年 4月5日 | お宝はゴールドアイ                   | 小山高生       | うえだひでひと | うえだひでひと | 井口忠一        |
| 第2話  | 4月12日       | お金持ちはご用心                     | 小山高生       | 笹川ひろし     | 高田淳         | 村上勉          |
| 第3話  | 4月19日       | マンガ家はお幸せ!?                   | あかほりさとる | うえだひでひと | 長沢剛         | 依田正彦        |
| 第4話  | 4月26日       | 砂漠はラクだ!?                       | 柳川茂         | 山崎茂         | 山崎茂         | 李郷善          |
| 第5話  | 5月3日        | 消えたお宝は!?                       | 金巻兼一       | 笹川ひろし     | 渡辺健一郎     | 井口忠一        |
| 第6話  | 5月10日       | ジャングル苦労す                     | 矢成ミユキ     | 小林哲也       | 小林哲也       | 前澤弘美        |
| 第7話  | 5月17日       | ショーはステッキ                     | 高橋義昌       | 笹川ひろし     | 則座誠         | 加藤茂          |
| 第8話  | 5月24日       | 激闘! TV的買物（テレビショッピング） | 久保田雅史     | 酒井明雄       | 畠山茂樹       | 広田知子        |
| 第9話  | 5月31日       | うらない大勝負!                      | 植竹須美男     | 高田淳         | 高田淳         | 依田正彦        |
| 第10話 | 6月7日        | きらめき宇宙戦争（スペースウォーズ） | 高橋義昌       | 笹川ひろし     | 長沢剛         | 井口忠一        |
| 第11話 | 6月14日       | 怪盗は挑戦者（チャレンジャー）!?     | 長谷川勝己     | 小林哲也       | 小林哲也       | 前澤弘美        |
| 第12話 | 6月21日       | めざせお遊び王                       | 柳川茂         | うえだひでひと | 前島健一       | 鈴木伸一        |
| 第13話 | 6月28日       | オバケだいすき!?                     | あみやまさはる | 義野利幸       | 萩原露光       | 水村十司        |
| 第14話 | 7月5日        | 新メカはフクロ?                      | 小山高生       | うえだひでひと | 長沢剛         | 加藤茂          |
| 第15話 | 7月12日       | むしむし大騒ぎ!                      | 金巻兼一       | 笹川ひろし     | 萩原露光       | 水村十司        |
| 第16話 | 7月19日       | 時間旅行（タイムトラベル）でイェー   | 高橋義昌       | 高田淳         | 高田淳         | 井口忠一        |
| 第17話 | 7月26日       | 第三の男（ヒーロー）?                | 久保田雅史     | 榎本明広       | 石田暢         | 津幡佳明 李小雷 |
| 第18話 | 8月2日        | 冷蔵庫アッチッチ                     | 隅沢克之       | 笹川ひろし     | 畠山茂樹       | 李郷善          |
| 第19話 | 8月9日        | 映画はひらめき!                      | 植竹須美男     | 大森貴弘       | 渡辺健一郎     | 加藤茂          |
| 第20話 | 8月16日       | スパロボ特訓中!                      | 長谷川勝己     | うえだひでひと | 長沢剛         | 戸部敦夫        |
| 第21話 | 8月23日       | 三刑事（デカ）悪となる               | 川崎ヒロユキ   | 義野利幸       | 萩原露光       | 水村十司        |
| 第22話 | 8月30日       | 宝島でお宝を探せ                     | 高橋義昌       | 笹川ひろし     | 高田淳         | 井口忠一        |
| 第23話 | 9月6日        | 名探偵との対決                       | 千葉克彦       | 高田淳         | 熨斗谷充孝     | 清水恵蔵        |
| 第24話 | 9月13日       | ムシバまれた虫歯                     | 関島眞頼       | 小林哲也       | 萩原露光       | 萩原露光        |
| 第25話 | 9月20日       | お手柄刑事（デカ）トリオ             | 小山高生       | うえだひでひと | 長沢剛         | 加藤茂          |
| 第26話 | 9月27日       | ゴールドアイみっけ                   | 小山高生       | うえだひでひと | うえだひでひと | 井口忠一        |

## 放送局
特筆の無い限り全て同時ネット。出典は右記のものを使用する。
| 放送対象地域   | 放送局         | 系列           | 備考                             |
| -------------- | -------------- | -------------- | -------------------------------- |
| 関東広域圏     | テレビ東京     | テレビ東京系列 | 制作局                           |
| 北海道         | テレビ北海道   | テレビ東京系列 |                                  |
| 愛知県         | テレビ愛知     | テレビ東京系列 |                                  |
| 大阪府         | テレビ大阪     | テレビ東京系列 |                                  |
| 岡山県・香川県 | テレビせとうち | テレビ東京系列 |                                  |
| 福岡県         | TVQ九州放送    | テレビ東京系列 |                                  |
| 山形県         | 山形テレビ     | テレビ朝日系列 | 日曜 6:30 - 7:00に遅れネット。   |
| 滋賀県         | びわ湖放送     | 独立局         | 日曜 12:30 - 13:00に遅れネット。 |

昭和期タイムボカンシリーズ（『タイムボカン』～『イタダキマン』）の各作品もネットしていた山形テレビは、本作品を以ってタイムボカンシリーズのネットを打ち切った（『ヤッターマン』（リメイク版）以降の作品は山形放送で放送）。
このほかCS放送では、ファミリー劇場、AT-Xで再放送された実績がある。

## 映像ソフト化
VHS
2000年10月25日から2001年3月にかけて、全6巻（各巻4話（第1・2巻のみ5話）収録）がバンダイビジュアルよりリリースされた。
DVD
2010年3月3日に、全話収録のDVD-BOXと単品のDVD全4巻（各巻4話収録、レンタルのみ）がCCREよりリリースされた。リリース直後に発売元が倒産したため、第17話以降は単品のDVDとしてはリリースされていない。
Blu-ray
2017年4月21日に、「タツノコプロ 全話入りブルーレイシリーズ」のひとつとして全1巻がエー・アール・シーよりリリースされた他、2020年6月24日にはフロンティアワークスより、同じく全話収録の廉価版Blu-rayがリリースされた。

## 動画配信
- dアニメストア
- U-NEXT
- カンテレドーガ
- アニメ放題